# (200086) 1992 QS2
(200086) 1992 QS2 es un asteroide perteneciente al cinturón de asteroides, descubierto el 25 de agosto de 1992 por Andrew Lowe desde el Observatorio del Monte Palomar, Estados Unidos.

## Designación y nombre
Designado provisionalmente como 1992 QS2.

## Características orbitales
1992 QS2 está situado a una distancia media del Sol de 2,984 ua, pudiendo alejarse hasta 3,519 ua y acercarse hasta 2,450 ua. Su excentricidad es 0,179 y la inclinación orbital 8,155 grados. Emplea 1883,67 días en completar una órbita alrededor del Sol.

## Características físicas
La magnitud absoluta de 1992 QS2 es 15,9. Tiene 4 km de diámetro y su albedo se estima en 0,048.